# Bataille de Funkstown

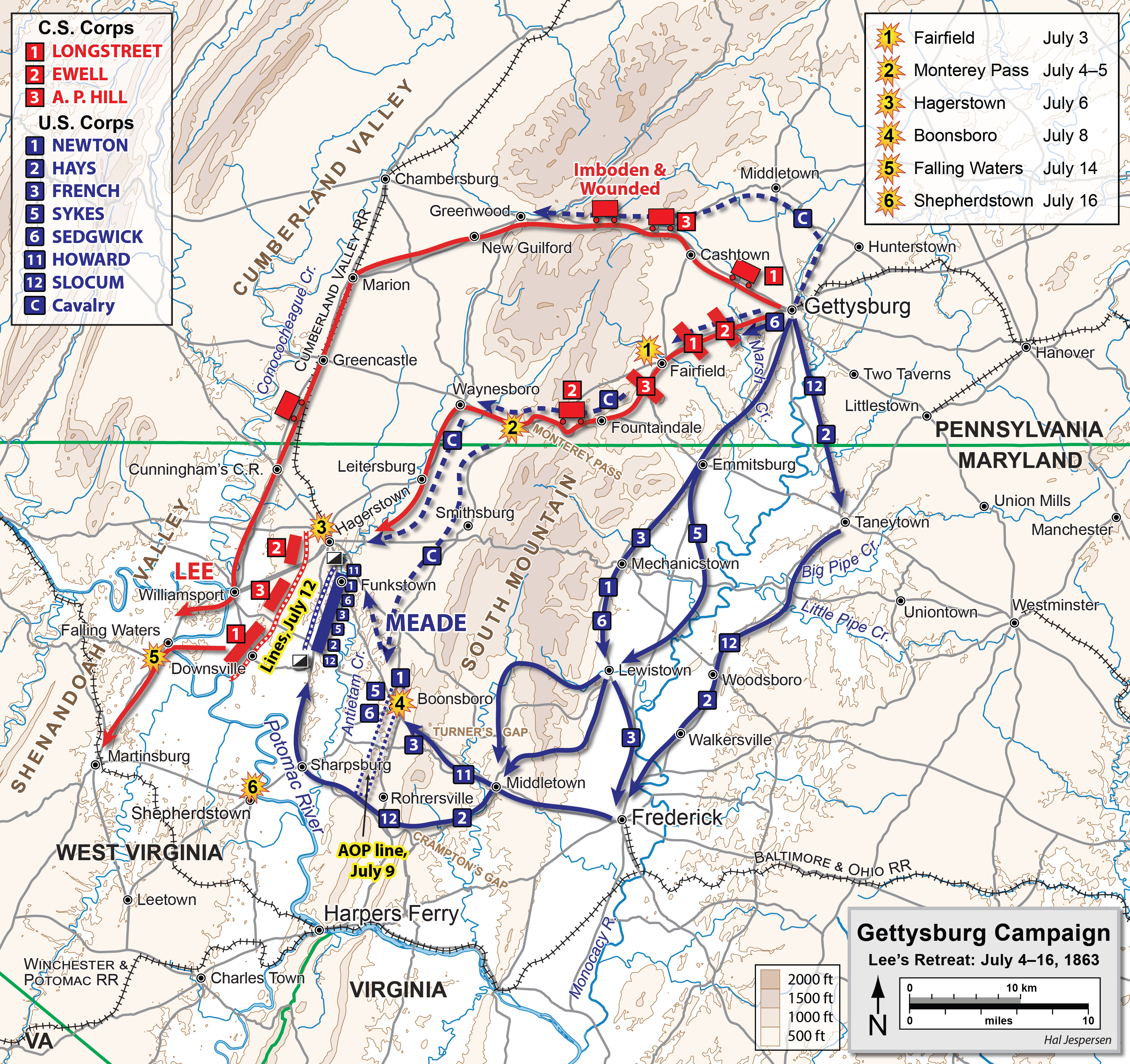
Campagne de Gettysburg (5-14 juillet)

La seconde bataille de Funkstown est un combat de faible importance de la Guerre de Sécession. Il survient le 10 juillet 1863 dans le Maryland et fait partie de la Campagne de Gettysburg. Ce combat est communément appelé bataille de Funkstown car la première bataille de Funkstown est une escarmouche sans importance survenue au même endroit le 7 juillet 1863.
Après sa défaite à la bataille de Gettysburg, l'armée confédérée reflue vers le sud. Pour éviter la menace que représente l'armée nordiste, des troupes sudistes sont positionnées de manière à gêner ses mouvements. La division de cavalerie du major général J.E.B. Stuart s'est établie à Funkstown pour menacer le flanc gauche et l'arrière de l'armée nordiste qui chercherait à poursuivre les troupes sudistes en retraite.
La division de cavalerie nordiste du brigadier general John Buford arrive au contact de la position sudiste, en forme de croissant et d'un front d'à peu près 5 000 mètres. Une brigade nordiste, démontée, tiraille sans grand résultat contre les cavaliers sudistes, démontés eux aussi. Vers le milieu de l'après-midi, une brigade d'infanterie nordiste, du VIe corps, se joint au combat. Elle attaque le centre du dispositif sudiste mais se trouve alors opposée à la brigade d'infanterie confédérée George T. Anderson, du corps de Longstreet, arrivée entre-temps. Au soir, les fédéraux se replient. J.E.B. Stuart a gagné un jour de répit pour les troupes de Lee en retraite.

## Escarmouche du 7 juillet
Le 6e de cavalerie U.S., du moins ce qu'il en restait, rencontre le 7e de Virginie. Ces deux régiments s'étaient opposés à Gettysburg, et les réguliers nordistes l'avaient emporté.
Cette fois, ils sont mis en déroute par une charge, sabre au clair, des sudistes.
Cette action est cependant sans conséquence sur le déroulement de cette campagne.

## Escarmouche du 12 juillet
Le 12 juillet 1863, le Ie corps part de Beaver Creek et passe par Funkstown que l'armée de Virginie du Nord a évacué et prend place devant la ligne ennemie au sud de la ville. Des tirs commencent à se faire entendre sous la pluie qui tombe toute la journée. La brigade du Maryland se met en ligne et commence à avancer vers Sharpsbrug et le Hargtown Pike. Les tirs se poursuivent jusqu'à la nuit où la brigade fait une progression qui déloge les confédérés de la grange de Stover. L'escarmouche reprend le lendemain matin.

## Sources
- (en) Cet article est partiellement ou en totalité issu de l’article de Wikipédia en anglais intitulé « Battle of Funkstown » (voir la liste des auteurs).

 : document utilisé comme source pour la rédaction de cet article.
- Edward G. Longacre, Lee's cavalrymen, Stackpole books, 2002,  (ISBN 0-8117-0898-5), pages 231-232 (7 juillet) et 233 (10 juillet).
- Edward G. Longacre, Lincoln's cavalrymen, Stackpole books, 2000,  (ISBN 0-8117-1049-1), pages 213-214.
- Edward G. Longacre, The cavalry at Gettysburg, University of Nebraska Presse, 1986,  (ISBN 0-8032-7941-8), page 264.
- A. Wilson Greene, From Gettysburg to Falling Waters, in The third day at Gettysburg and beyond, Gary W. Gallagher (dir.), University of Carolina Press, 1994,  (ISBN 0-8078-4753-4), pages 171-172.